# Stadtwerke Gelsenkirchen
Die Stadtwerke Gelsenkirchen sind die Stadtwerke der Stadt Gelsenkirchen.
Die Stadtwerke Gelsenkirchen firmierten zwischen 1998 und 2013 als Gesellschaft für Energie und Wirtschaft GmbH und sind ein Tochterunternehmen der Stadt Gelsenkirchen.
Tochterunternehmen
- Zoom Erlebniswelt Gelsenkirchen
- Sport-Paradies Gelsenkirchen (Eigenschreibweise: SPORT-PARADIES) mit den Schwimmbädern (seit 1994 zugeordnet)
  - Zentralbad Gelsenkirchen (erbaut 1968 als größtes kommunales Bad in West-Deutschland, Abriss: 2022; 2019: 56.000 Besucher)
  - Hallenbad Gelsenkirchen-Horst
  - Hallenbad Gelsenkirchen-Buer
  - Freibad am Jahnplatz
- Nordsternpark-Pflege GmbH
- REVIERDIALOG – Ein Unternehmensbereich der Stadtwerke Gelsenkirchen GmbH
- GELSEN-LOG – Gelsenkirchener Logistik-, Hafen- und Servicegesellschaft
- emschertainment GmbH

Nach den Finanzproblemen des FC Schalke 04 übernahmen die Stadtwerke Gelsenkirchen 2009 gegen Kommanditanteile von 15 Mio. Euro und ein Darlehen von 10,5 Mio. Euro einen Anteil von 50 Prozent an der Veltins-Arena.
Die Stadtwerke Gelsenkirchen sind mit 16,6 % an der Emscher Lippe Energie GmbH, einem regionalen Energieversorger, beteiligt. Die Emscher Lippe Energie GmbH pachtet seit 1999 die im Eigentum der Stadtwerke Gelsenkirchen stehenden Strom- und Gasnetze im Stadtgebiet von Gelsenkirchen.